# 雅瑞恩
雅瑞恩（ Arien），是英國作家約翰·羅納德·鲁埃爾·托爾金的史詩式奇幻小說《精靈寶鑽》中的人物。邁雅之一，太陽飛船的導航者。
她原先是威娜花園照顧花朵的婢女，以羅瑞林的露珠澆灌花卉。當雙聖樹被米爾寇破壞以至枯萎後，她獲選照顧羅瑞林最後一枚果實。雅瑞恩之所以當選，是因為她既不怕羅瑞林的熱焰，也不會被熱焰所傷，從一開始她就是一位火焰的神靈，米爾寇欺騙不了她，也沒辦法把她拉到自己陣營裡。
雅瑞恩的雙眼極其明亮，連艾爾達也無法直視其目，離開了維林諾她便拋棄所穿的肉身形體，她的本質猶如一股赤裸裸的烈焰，連魔苟斯也無法忍受雅瑞恩輕輕一瞥。她帶住羅瑞林最後一枚果實，成為太陽飛船的導航者。
在《精靈寶鑽》提到，月亮飛船的導航者提里昂愛上了雅瑞恩，常常駛近雅瑞恩，怎知火焰燒著了他，連飛船甲板也燒黑了。
在其它版本中，魔苟斯愛上雅瑞恩並強娶為妻，可是她拋棄肉身形體並且「死」了，成為太陽照耀阿爾達，而該版本中，雅瑞恩是瓦爾妲的婢女。